# Jørgen-Frantz Jacobsen

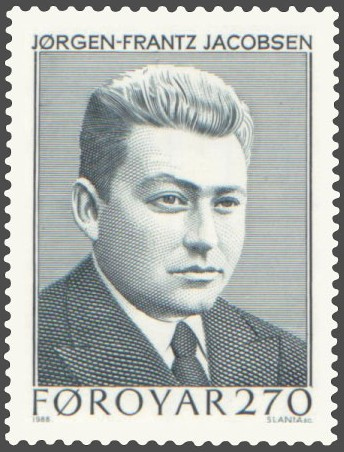
Jørgen-Frantz Jacobsen

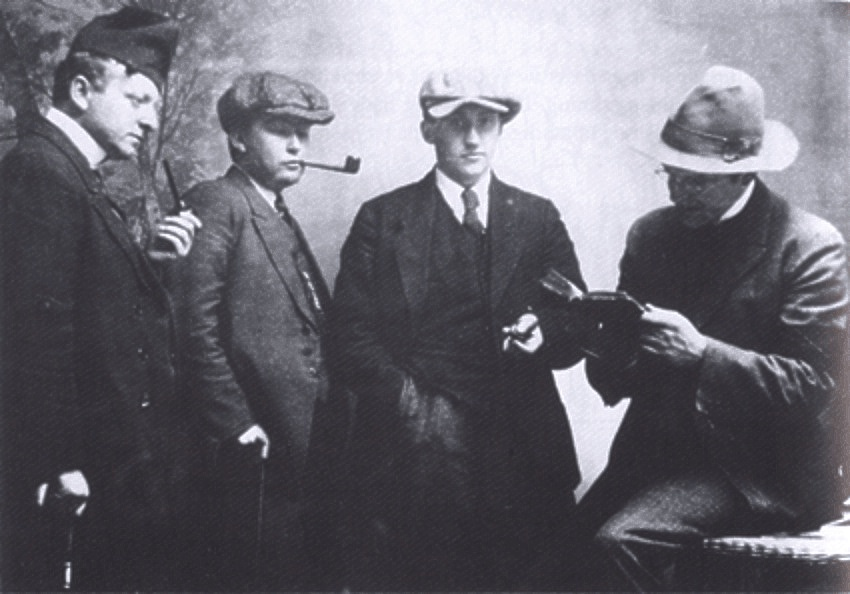
Die großen Vier der färöischen Literatur von links nach rechts: Janus Djurhuus, Jørgen-Frantz Jacobsen, William Heinesen und Hans A. Djurhuus 1924.

Jørgen-Frantz Jacobsen (* 29. November 1900 in Tórshavn, Färöer; † 24. März 1938 in Vejle, Dänemark) ist einer der bekanntesten färöischen Schriftsteller.
Jacobsen schrieb selber auf Dänisch und wurde erst später in seine Muttersprache Färöisch übersetzt. Sein berühmtestes Werk ist der Roman Barbara, der 1939 herauskam und die alte färöische Überlieferung von der Pfarrersfrau Beinta Broberg zur Grundlage hatte.

## Leben und Wirken
Jørgen-Frantz Jacobsen war cand. mag. in Geschichtswissenschaft und Französisch an der Universität Kopenhagen. Er war besonders stark mit nordischer Geschichte beschäftigt und schrieb als Journalist eine Reihe Feuilletons und Artikel, außerdem zwei Bücher über die politischen Beziehungen der Färöer zum Norden und Dänemark.
Bereits als 21-Jähriger erkrankte er an Lungentuberkulose, und lange Perioden seines kurzen Lebens musste er in Tuberkulose-Sanatorien zubringen. Jørgen-Frantz Jacobsen hatte schönliterarische Ambitionen, und 1934 begann er mit seinem Lebenswerk – dem historischen Roman Barbara. Der Roman, der in Dänisch geschrieben war, und ein Jahr nach seinem Tode herausgegeben wurde, hatte von Anfang an Erfolg und wurde in viele Sprachen übersetzt. Jørgen-Frantz Jacobsen war ein leidenschaftlicher Briefschreiber und hatte einen festen Briefwechsel mit seinem gleichaltrigen Freund und Verwandten, dem Dichter William Heinesen (1900–1991), der ebenfalls ein bekannter Briefschreiber war. William Heinesen gab 1958 eine Auswahl der Briefe von Jørgen-Frantz in dem Buch Det dyrebare liv (Das kostbare Leben) heraus. In einem der Briefe heißt es:
Das Leben ist groß und dämonisch, wert zu lieben und zu gehorchen. Und das allergrößte im Leben sind abermalige Resignationen. Ich war dessen bewusst, als ich vor beinahe 8 Jahren in einer sturmvollen Stunde Beethovens 5. Symphonie erfasste.
In seinen Briefen erwähnte er sein wahrscheinlich hoffnungsloses Liebesverhältnis zu einer Frau, die er „Barbara“ nannte (in Wirklichkeit seine Cousine  Estrid Bannister Good), und seine Pläne einen Roman zu schreiben, dessen äußere Handlung auf Sagen und Überlieferungen aus den Jahren um 1700 über die junge Pastorenfrau Beinta Broberg, die mit ihrer Schönheit und Anmut alle bezauberte. Diese historische Tochter des Løgting Schriftführers (sorinskrivari) Peder Sørensen Broberg verantwortete laut der Überlieferung den frühen Tod ihrer ersten beiden Ehemänner und führte den dritten schließlich in großes Unglück. Aber die historische Inspiration galt nur für die äußeren Rahmen – Jørgen-Frantz Jacobsens zusammengesetzte, unergründliche und sehr menschliche Barbara, hat nur wenig mit der bösen Verführerin der Sage (Illa Beinta – die böse Beinta) gemeinsam. Über Barbara schreibt er:
Sie ist auch treu auf ihre Weise, aber sie fällt immer. Da ist etwas Tragisches in dem hoffnungslosen Kampf zwischen der guten Barbara und der unzuverlässigen.
Der Roman wurde 1961 von der UFA verfilmt, aber der Stoff recht frei ausgelegt. Zum Beispiel war Barbara dort die Frau eines Arztes und nicht etwa eines Pfarrers. In der zweiten Verfilmung von Nils Malmros 1997 ist Barbara die unstete Frau des neuen Vikars.

## Werke
(Auswahl)
- 1927 – Danmark og Færøerne (Essay)
- 1936 – Færøerne, natur og folk (Essay)
- 1939 – Barbara (Roman)
  - 1940 – Übersetzungen auf Norwegisch, Schwedisch, Deutsch und Niederländisch
  - 1941 – auf Finnisch, Isländisch (Far, veröld, Þinn veg), Französisch und Italienisch
  - 1944 – auf Spanisch (Un amor)
  - 1947 – auf Slowenisch (Barbora)
  - 1948 – auf Englisch
  - 1950 – auf Deutsch (Barbara und die Männer)
  - 1964 – auf Grönländisch
  - 1967 – auf Polnisch
  - 1972 – auf Färöisch (Barba og harra Pál, Übersetzung von Christian Matras)
  - 1974 – auf Estnisch
  - 2006 – Kapitel auf Deutsch:  „Die Witwe auf der Pfarre“. In: »Von Inseln weiß ich...« Geschichten von den Färöern. Herausgegeben von Verena Stössinger und Anna Katharina Dömling, Unionsverlag ISBN 3-293-00366-4
- 1941 – Den yderste kyst (Essay)
  - 1965 – auf Deutsch (Die letzte Küste, Übersetzung von Esther Bierberg, herausgegeben 1965 von der Presse- und Informationsabteilung des Dänischen Außenministeriums)
  - 1965 – auf Englisch (The farthest shore, Übersetzung von Reginald Spink, herausgegeben 1965 von Press and Information Dept., Royal Danish Ministry of Foreign Affairs)
- 1943 – Nordiske kronikker (Essay)
- 1958 – Det dyrebare liv (Briefe)

## Verfilmungen
- Barbara (D, 1961)
- Barbara (DK, 1997)